# Pallas (Kunsthochschule)
Pallas war der Name einer Kunsthochschule (seit 1924) in Estland, die von 1919 bis 1940/1944 in Tartu existierte.

## Gründung

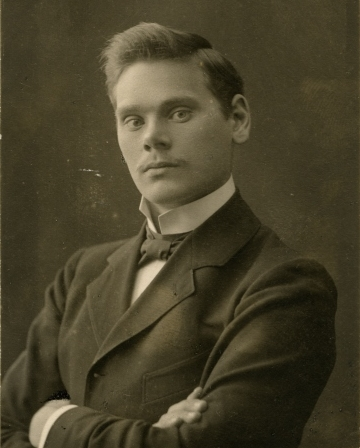
Aleksander Tassa 1903

Vor dem Ersten Weltkrieg, als Estland noch Bestandteil des Russischen Reichs war, mussten Esten nach Sankt Petersburg oder ins Ausland, wenn sie eine höhere Kunstausbildung anstrebten. Daher waren sich die künstlerischen Kreise in Estland nach der Erlangung der Unabhängigkeit schnell einig, dass die Errichtung einer eigenen höheren Lehranstalt höchste Priorität hatte. Federführend wurde hier die Künstlervereinigung Pallas, die im Januar 1918 in Tartu gegründet worden war. Deren Vorsitzender Aleksander Tassa wandte sich bereits im Sommer 1919 an das Bildungsministerium, das nach einigem bürokratischem Hin und Her und der Vorlage eines Lehrplans seitens der Antragsteller im Januar 1921 die Lehranstalt als „Privatschule der Künstlervereinigung Pallas“ registrierte.

## Aufwertung zur Kunsthochschule
Von Beginn an bemühte man sich bei Pallas um Auslandskontakte und Studienreisen, die meist nach Berlin und vor allem Paris führten, da sich in den 1920er Jahren die französische Orientierung der estnischen Kunst verstärkt hatte. Bis 1924 war die Zahl der Studierenden auf 124 gestiegen und die Lage der Schule konsolidiert. Das ermöglichte 1924 die Registrierung beim Ministerium als „Kunsthochschule“, wobei die Hochschule nicht verstaatlicht wurde, sondern eine Privatinstitution blieb. Dennoch genoss Pallas durch diese Aufwertung höheres Ansehen, zumal es die einzige Einrichtung ihrer Art in Estland war.
Nach der Sowjetisierung Estlands wurde die Lehranstalt verstaatlicht und umbenannt in „Staatliche Höhere Kunstschule Konrad Mägi“. Am 1. Januar 1941 waren 83 Studierende eingeschrieben. Nach Ausweitung des Zweiten Weltkriegs auf Estland musste die Arbeit jedoch eingestellt werden. Während der deutschen Besatzung von Estland konnte die Hochschule 1942 wieder kurzzeitig ihre Tore öffnen. Im April 1944 beendete sie ihre Tätigkeit im Zuge der Wiederbesetzung Estlands durch sowjetische Truppen endgültig.

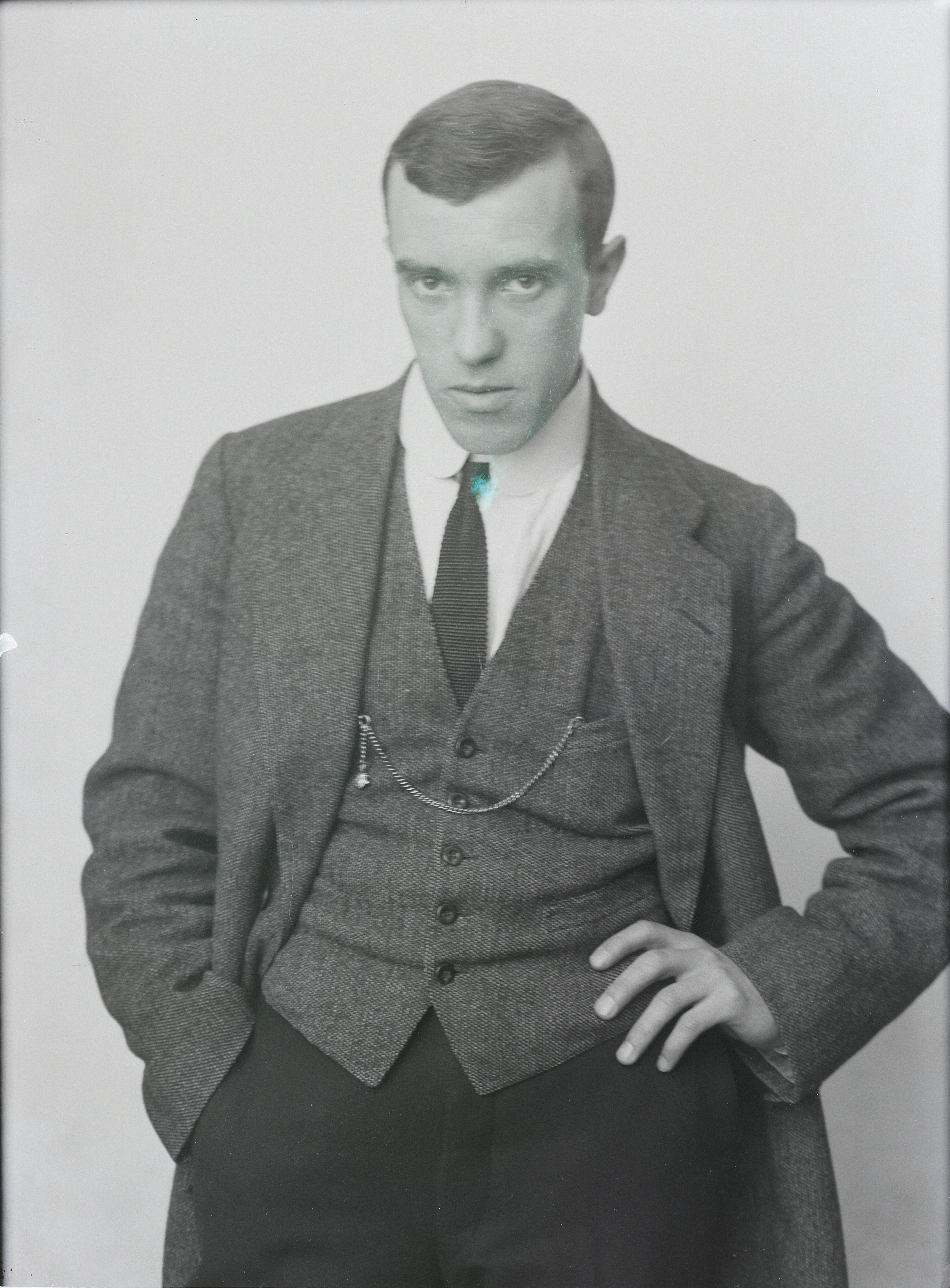
Konrad Mägi, erster Direktor

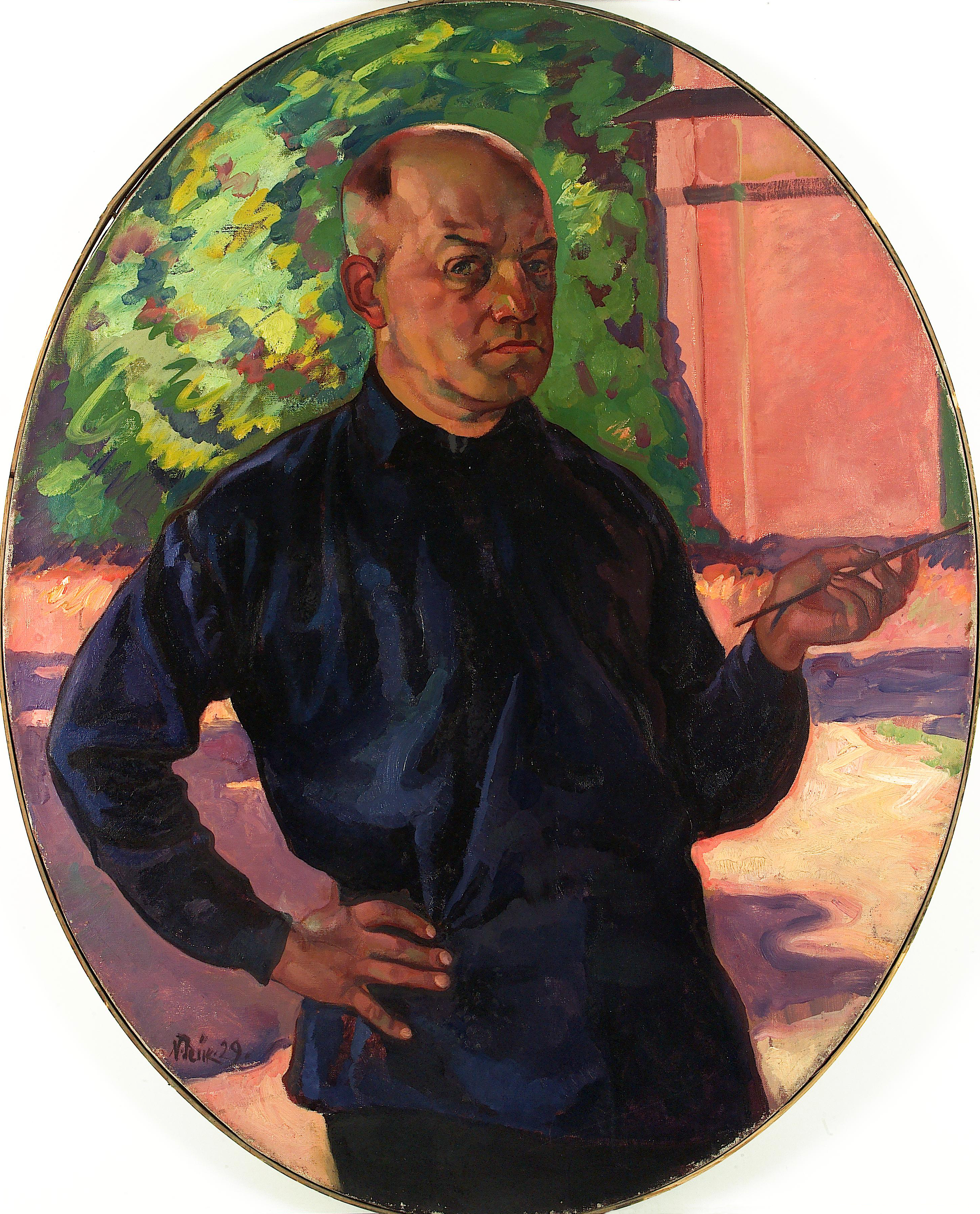
Nikolai Triik, Selbstporträt

## Direktoren
- Konrad Mägi 1921, 1923–1925
- Anton Starkopf 1921–1923, 1929–1940

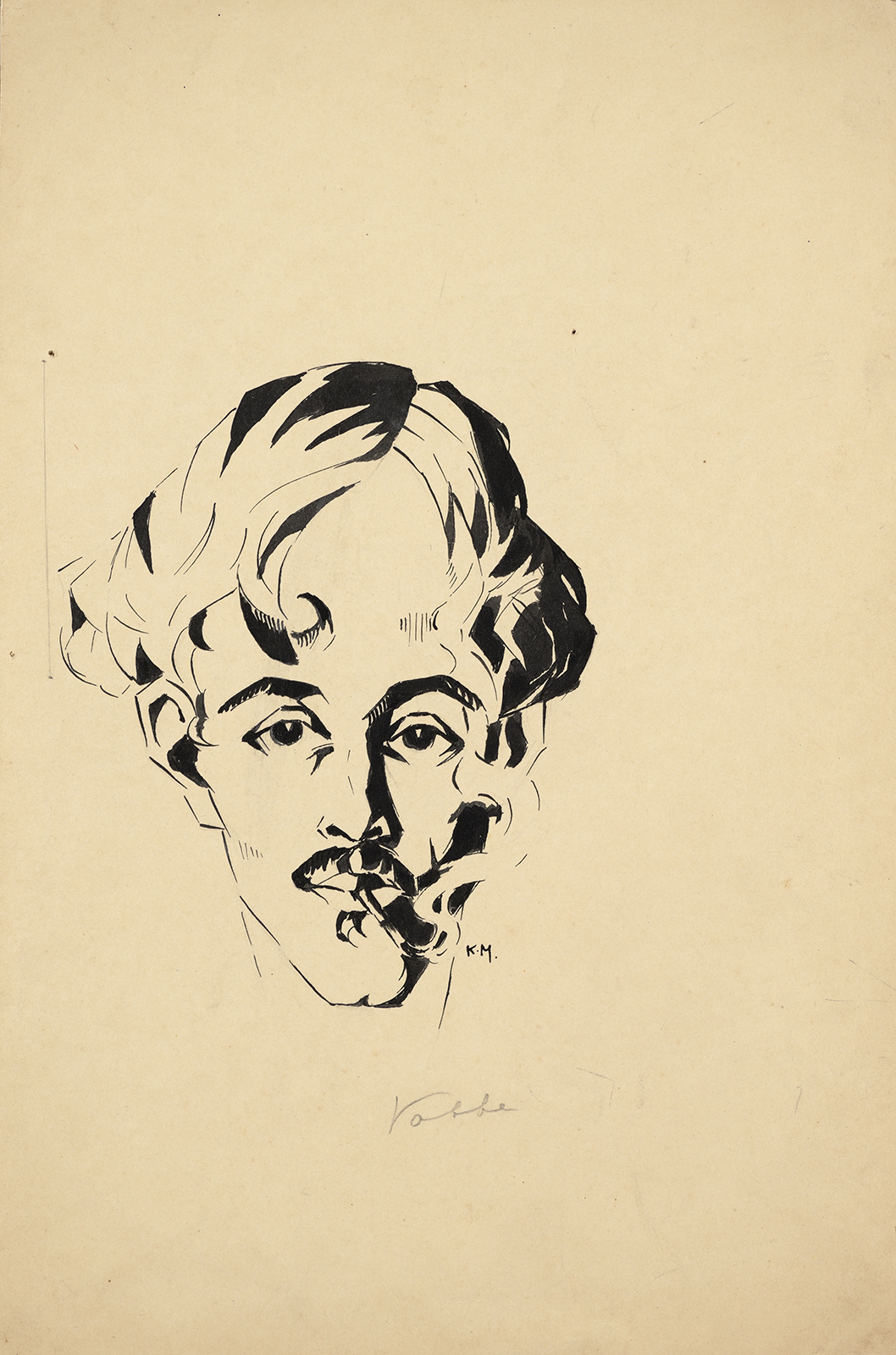
Konrad Mägi: Porträt von Ado Vabbe, 1918

- Nikolai Triik 1925

- Ado Vabbe 1925–1929
- Juhan Nõmmik 1940–1942
- Arnold Matteus 1942–1944

## Weitere Dozenten
- Peet Aren (1926–1930)
- Voldemar Melnik (1920–1921, 1923–1925, 1930–1935)
- Hando Mugasto (1935–1937)
- Aleksander Tassa (1925–1926)
- Jaan Vahtra (1926–1929, 1930–1933, 1935)
- Eduard Wiiralt (1924–1925)

## Absolventen
Insgesamt haben 78 Künstler die Hochschule mit einem Diplom verlassen, zu den bekanntesten von ihnen zählen:
- Aino Bach (1901–1980)
- Erik Haamer (1908–1994)
- Alfred Kongo (1906–1990)
- Endel Kõks (1912–1983)
- Hando Mugasto (1907–1937)
- Juhan Nõmmik (1902–1975)
- Erich Pehap (1912–1981)
- Eduard Wiiralt (1898–1954)